# Buzzer Beat
Buzzer Beat (ブザー・ビート~崖っぷちのヒーロー Buzā Bīto~Gakeppuchi no Hero?) es un drama japonés de la cadena Fuji TV protagonizado por Tomohisa Yamashita, Keiko Kitagawa y Saki Aibu.
La serie se centra principalmente en dos personajes, Naoki Kamiya (Tomohisa Yamashita), un jugador de baloncesto profesional, y Riko Shirakawa (Keiko Kitagawa), un aspirante a violinista. En el transcurso de la serie Naoki enfrenta dificultades para intentar triunfar en el mundo del baloncesto, y Riko lucha para convertirse en una exitosa violinista. Finalmente, los dos se reúnen y la serie narra su relación y sus luchas, así como las de sus amigos.

## Reparto
- Tomohisa Yamashita es Kamiya Naoki.
- Keiko Kitagawa es Shirakawa Riko (violín).
- Saki Aibu es Nanami Natsuki.
- Junpei Mizobata es Hatano Shuji.
- Nobuaki Kaneko es Yoyogi Ren.
- Aya Ōmasa es Kamiya Yuri.
- Chisun es Kamiya Yukino.
- Ayaka Komatsu es Kanazawa Shion.
- Shihori Kanjiya es Kabina Mai (flauta).
- Masaru Nagai es Utsunomiya Toru.
- Miki Maya es Kamiya Makiko.
- Hideaki Ito es Kawasaki Tomoya.
- Terunosuke Takezai.

## Audiencia
| Fecha      | Episodio | Título (Japonés)                             | Título (Español)                               | Kanto |
| ---------- | -------- | -------------------------------------------- | ---------------------------------------------- | ----- |
| 13-07-2009 | 01       | 恋は人を強くする！！崖っぷちヒーロー始動！！ | El Poder del Amor hace Fuerte a las personas!! | 15.5  |
| 20-07-2009 | 02       | 夏の恋が始まる！！                           | El verano del amor comienza!!                  | 13.5  |
| 27-07-2009 | 03       | 二人の秘密                                   | El secreto entre dos personas                  | 14.0  |
| 03-08-2009 | 04       | 衝撃の夜                                     | Un evento impactante                           | 14.1  |
| 10-08-2009 | 05       | 君の涙                                       | Tus lágrimas                                   | 13.5  |
| 17-08-2009 | 06       | 約束                                         | Promesa                                        | 13.8  |
| 24-08-2009 | 07       | 15分拡大SP！！……離さない                     | No me dejes                                    | 13.5  |
| 31-08-2009 | 08       | 行かないで                                   | Por favor no te vayas                          | 17.5  |
| 07-09-2009 | 09       | 引き裂かれた絆                               | Un lazo roto                                   | 15.0  |
| 14-09-2009 | 10       | 最終章・別れ                                 | Último capítulo ~ Separación                   | 13.7  |
| 21-09-2009 | 11       | 最終回拡大75分SP完結編！！……旅立ち           | Partir                                         | 13.8  |
| Promedio   | Promedio | Promedio                                     | Promedio                                       | 14.4  |